# Ercole Dembowski
Ercole Dembowski (Milano, 12 gennaio 1812 – Monte di Solbiate, 19 gennaio 1881) è stato un matematico e astronomo italiano.

## La vita
Il padre era Jan Dembowski (1773-1823), un polacco entrato al servizio come militare nell'esercito del Regno d'Italia dove raggiunse il grado di generale e in seguito fu nominato barone. La madre, Metilde Viscontini (1790-1825), patriota di grande bellezza, corteggiata da Ugo Foscolo e da Stendhal, partecipò alle cospirazioni anti-austriache del 1821.
Ercole Dembowski aveva un fratello di nome Carlo. Nel 1819 i due ragazzi si trovarono in un collegio a Volterra. Rimasto orfano, nel 1825 Ercole entrò nel collegio austriaco di Marina in Venezia. Durante il ritorno da Smirne a Venezia, a bordo del vascello Bravo, ebbe l'occasione di mostrare il suo valore nell'attacco dei pirati in difesa della piccola nave presso San Giorgio, nell'isola di Sciro.
Nel 1833 fu promosso al grado di alfiere di marina: in questo periodo fece vari viaggi in America e in Oriente. Agli ordini dell'ammiraglio Bandiera prese parte alla spedizione coloniale organizzata dalle potenze europee in Siria, nella quale furono bombardate le fortificazioni di San Giovanni d'Acri. Nel 1842 fece un viaggio in Inghilterra a bordo della fregata Bellona.	
Nel 1843 diede le dimissioni volontarie della marina nel 1844 si trasferì a Napoli ove si sposò con la baronessa Enrichetta Bellelli dalla quale ebbe tre figli. A San Giorgio a Cremano costruì, nel 1851, una piccola specola ove iniziò le sue osservazioni astronomiche.
Nel 1860 prese in affitto una villa a Cassano Magnago, presso Gallarate, ove costruì un osservatorio. Tra il 1864 e il 1878 pubblicò le sue Misurazione delle distanze reciproche delle stelle doppie; riprese alcune misure eseguite 40 anni prima e notò che la posizione di alcune stelle era diversa. L'insieme delle osservazioni da lui effettuate nel 1863-1870 si basavano sulle stelle del catalogo di Pulkovo.
Nel 1879 si trasferì presso Villa Maria a Monte di Solbiate Arno, allora piccola frazione del comune di Albizzate, ove trascorse l'ultimo periodo della sua vita. Fu sepolto nell'antico cimitero di Solbiate Arno e successivamente traslato nell'attuale cimitero, ove sorge il suo monumento funebre, formato dal basamento del suo telescopio. «Sempre si studiò di essere, e poco si curò di parere, … Possa l'Italia nuova vantare molti uomini simili a lui» con queste parole Giovanni Schiaparelli concludeva la commemorazione funebre di Ercole Dembowski. I biografi raccontano che furono in molti, quel freddo pomeriggio di gennaio, a venire a Milano da altre città italiane ed europee: il funerale fu addirittura ritardato di quattro giorni per permettere agli astronomi dell'Osservatorio di Pulkovo di arrivare in Italia; si racconta che viaggiarono giorno e notte, cambiando i cavalli ogni quattro ore per rendere l'estremo saluto a uno dei più famosi astronomi della fine dell'Ottocento. Fu Schiaparelli, direttore dell'Osservatorio Milanese di Brera, ma soprattutto uno dei massimi astronomi del XIX secolo, ad apporre una targa di bronzo al basamento del suo telescopio che divenne anche la sua pietra tombale a Monte. Non tutti sanno, però quale importante contributo al mondo dell'astronomia ha lasciato il barone Ercole Dembowski.
I suoi strumenti furono in parte acquistate dal Governo italiano e destinati all'Osservatorio del Collegio Romano e all'Università di Padova. Il suo nome è stato dato a un cratere lunare del diametro di 26 km e a un asteroide, il 349 Dembowska.

## Le stelle doppie
Ercole Dembowski era un osservatore instancabile.
Egli misurò la distanza di molte stelle doppie, riprendendo le misure già effettuate in precedenza nel catalogo di Dorpat di Friederich Struve.
Si accorse così che alcune avevano cambiato posizione nel corso degli anni e ciò era dovuto alla loro orbita reciproca come stelle binarie.
Per i suoi studi Dembowski ottenne la Medaglia d'oro della Royal Astronomical Society nel 1878.
Certamente già ai tempi di Dembowski, con il buon clima italiano fu facile osservare le stelle, grazie al cielo sereno e alla trasparenza dell'aria.
Dembowski voleva fare almeno tre misure di tutte le stelle doppie.
Il numero totale delle stelle da lui misurate in Gallarate è di 3800 triple e multiple stelle.
Egli realizzò delle misurazioni per qualità superiori a qualsiasi ragionevole aspettativa, straordinariamente esatte e complete anche con gli strumenti odierni.

## Opere
- Misure micrometriche di 127 stelle doppie e triple del catalogo di Struve, in «Memorie della Reale Accademia delle scienze di Napoli», II, 1855-1857
- Aus einen Schreiben des Herrn Baron Dembowski an den Herausgeber, in «Astronomische Nachrichten», XLII, 1856
- Mesures micrométriques des Etoiles doubles et triples, in «Astronomische Nachrichten», XLIII, 1856
- Mesures micrométriques des Etoiles doubles et triples, in «Astronomische Nachrichten», XLVI, 1857
- Mesures micrométriques des Etoiles doubles et triples, in «Astronomische Nachrichten», LIII, 1859
- Beobachtungen von Doppelsternen, in «Astronomische Nachrichten», LXII, 1864,
- Beobachtungen von Doppelsternen, in «Astronomische Nachrichten», XCII, 1878